# Siódma podróż Sindbada
Siódma podróż Sindbada (tytuł oryg. The 7th Voyage of Sinbad) – amerykański film fabularny w reżyserii Nathana H. Jurana, powstały w 1958 roku, nakręcony w Hiszpanii. Dziś uznawany za dziedzictwo kulturowe, w roku 2008, decyzją Amerykańskiej Biblioteki Kongresu, wszedł w skład National Film Registry.
Film odwołuje się do baśni o Sindbadzie Żeglarzu.

## Obsada
- Kerwin Mathews jako Sinbad
- Kathryn Grant jako księżniczka Parisa
- Richard Eyer jako Baronni, duch z butelki
- Torin Thatcher jako Sokurah
- Alec Mango jako Kalif
- Harold Kasket jako Sultan, ojciec Parisy
- Alfred Brown jako Harufa